# ヘンドリク・コルネルスゾーン・ファン・フリート
ヘンドリク・コルネリスゾーン・ファン・フリート（Hendrick Corneliszoon van Vliet、1611年ころ - 1675年10月28日（葬礼日））は、オランダの画家である。16世紀から17世紀のオランダで人気のあった教会などの建物内部を描いた建築画で知られている。

## 略歴
デルフトで生まれた。叔父に肖像画家のウィレム・ウイレムスゾーン・ファン・デル・フリート(Willem Willemsz. van der Vliet: c.1584-1642)がいて、叔父から絵を学んだ後、肖像画家のミヒール・ファン・ミーレフェルト(1566-1641)からも学んだ。1632年6月にデルフトの聖ルカ組合の会員になった。1643年に結婚した。
ピーテル・ヤンスゾーン・サーンレダム(1597-1665)によって描き始められ、ヘラルト・ハウクヘースト(c.1600-1661)や
エマヌエル・デ・ウィッテ(1617-1692)らが追随することによってオランダで人気のあるジャンルとなった教会内部を描く「建築画（Architectural painting）」を描くようになった。1650年ころから、デルフトの旧教会(Oude Kerk)や新教会(Nieuwe Kerk)などの内部を題材に多くの作品を描き、繊細な明暗の表現や、詳細な建物の細部の表現でこの分野を代表する画家になった。
1675年にデルフトで没した。

## 作品

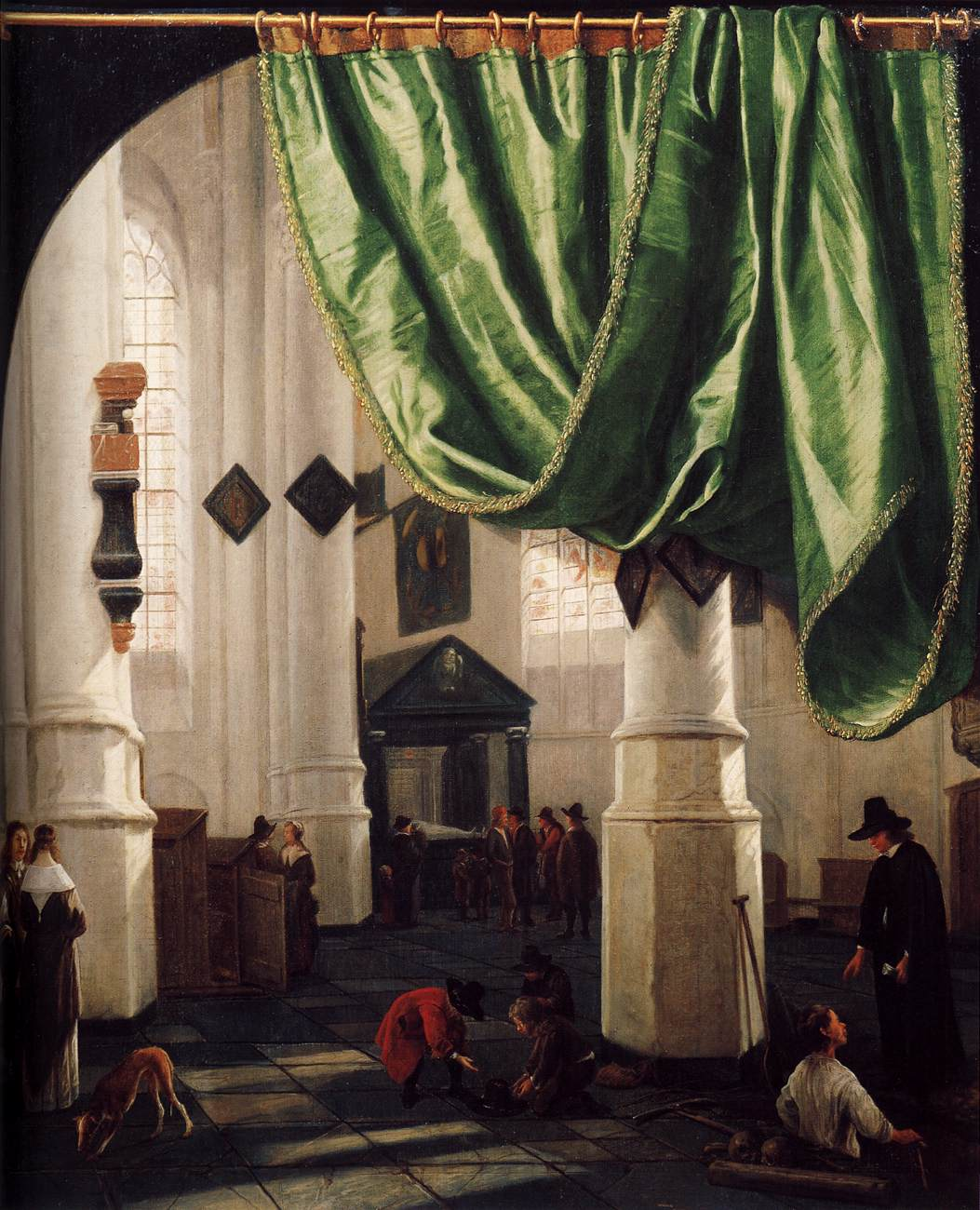
デルフトの旧教会内部-Piet Pieterszoon Heinの墓、(1652/1653)、個人蔵
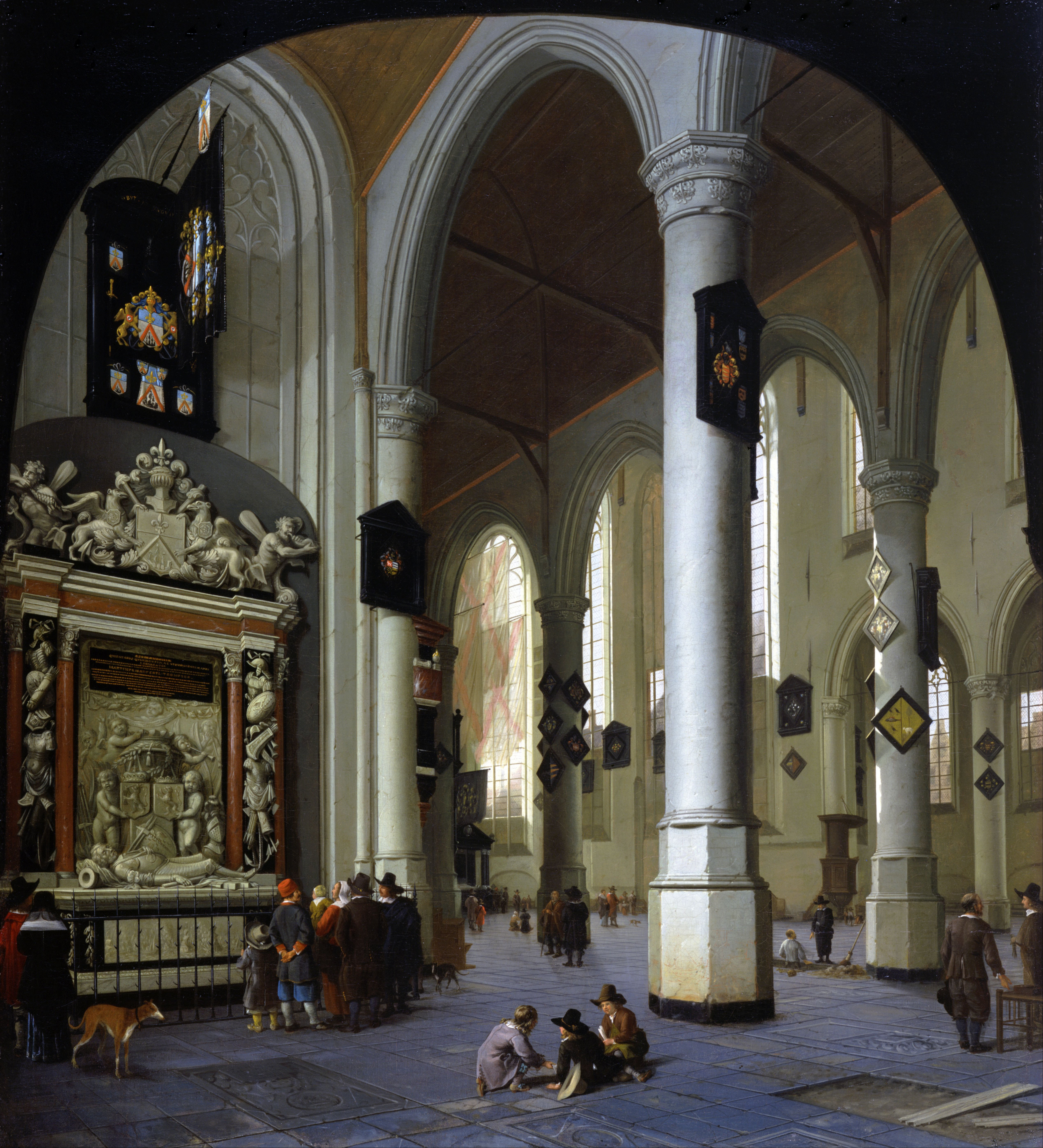
デルフトの旧教会内部-トロンプ提督(Cornelis Tromp)の墓、トレド美術館蔵
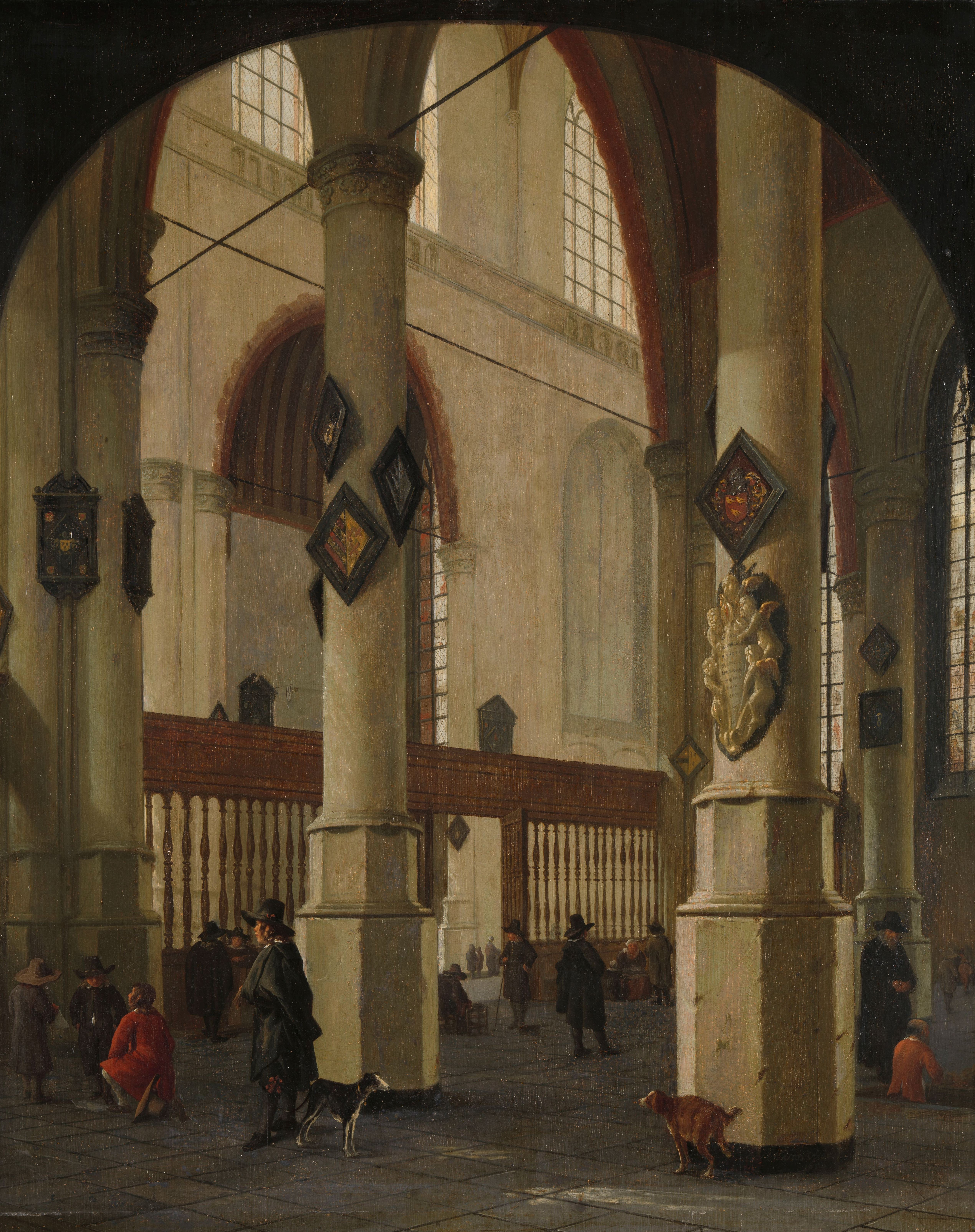
デルフトの旧教会内部、アムステルダム国立美術館蔵
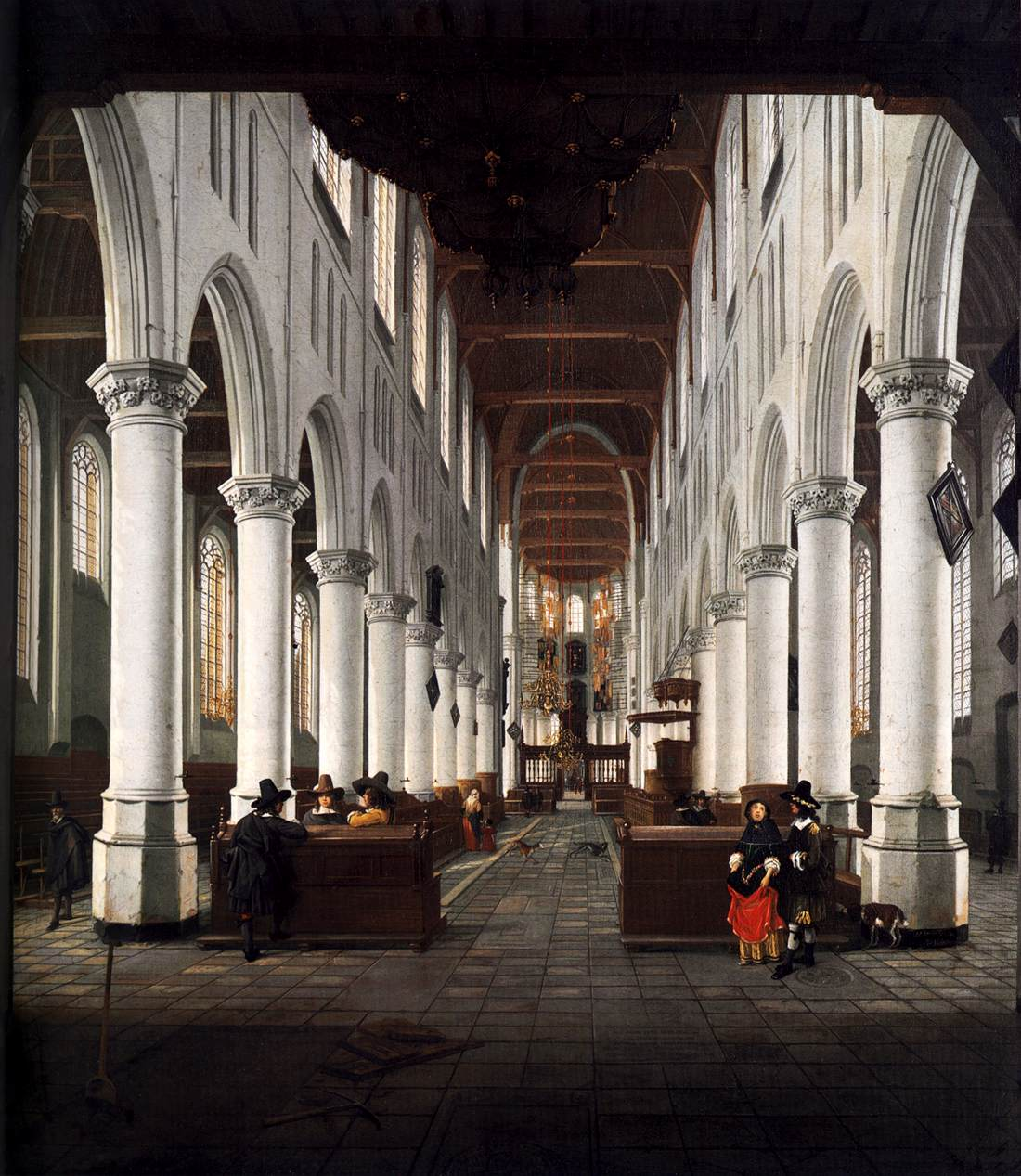
デルフトの新教会内部、(1662) 個人蔵
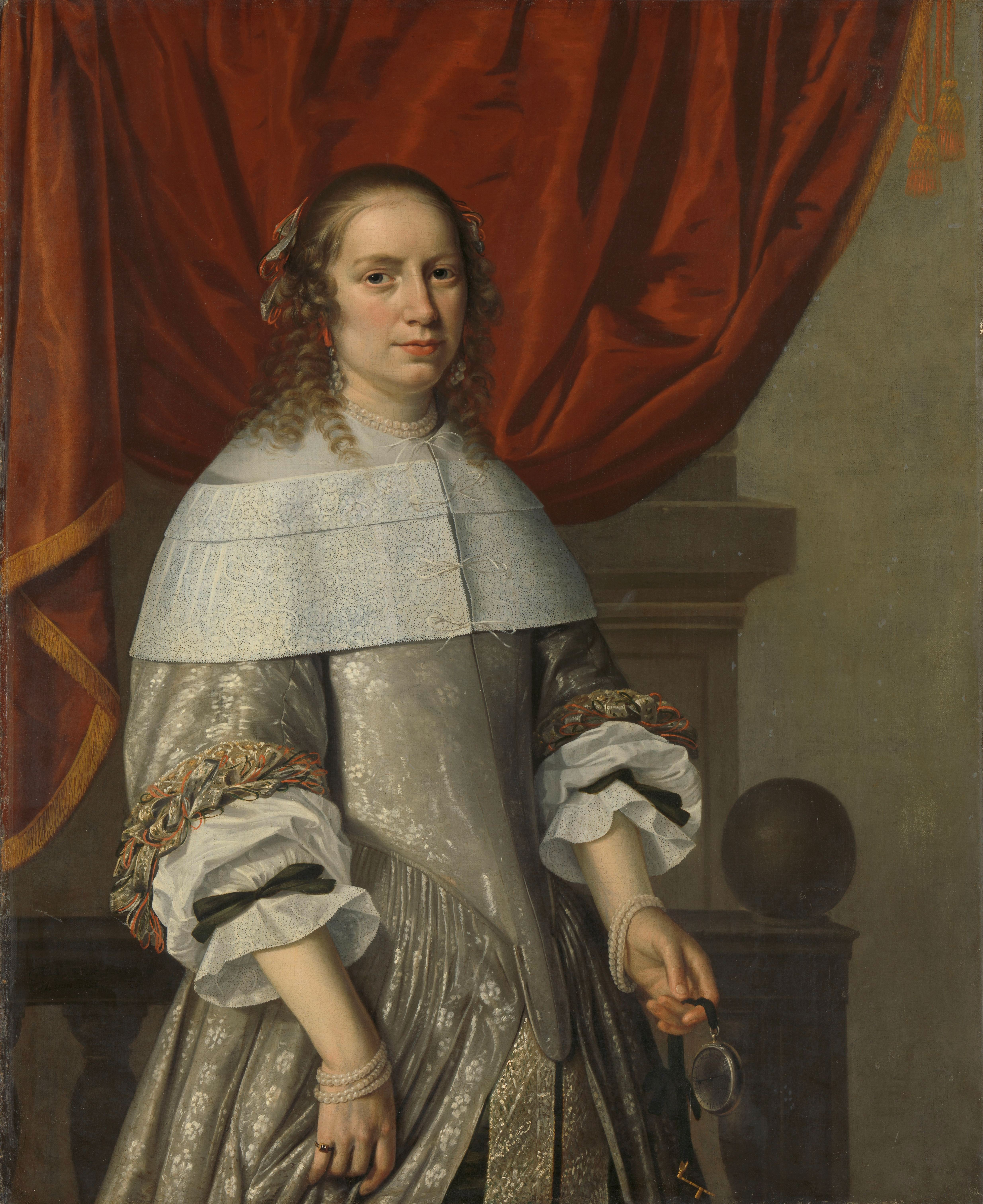
肖像画(1663)、アムステルダム国立美術館蔵